# Alta Saona
L'Alta Saona (in francese Haute-Saône /otˈson/) è un dipartimento francese della regione Borgogna-Franca Contea, che fa parte della regione storica e culturale della Franca Contea. L'INSEE e le poste francesi le attribuiscono il codice 70. La città più popolata del dipartimento è il suo capoluogo, Vesoul, mentre il comune più grande è Champlitte, che si estende per 129 km quadrati. Il dipartimento ha la particolarità di avere cinque centri urbani (Vesoul, Gray, Luxeuil-les-Bains, Lure e Héricourt), pur avendo un carattere rurale che consente lo sviluppo dell'ecoturismo e del cicloturismo.
Il dipartimento ha visto la nascita di alcune personalità tra cui Jules Rimet, ideatore della Coppa del mondo di calcio, e Jean-Léon Gérôme, pittore e scultore, originario di Vesoul. Il dipartimento produce specialità culinarie riconosciute a livello nazionale come il biscotto di Montbozon o il kirsch di Fougerolles.
Dal punto di vista economico, la principale azienda dell'Alta Saona è lo stabilimento Stellantis di Vesoul, che impiega più di 3.000 persone. La base aerea 116 Luxeuil-Saint Sauveur è il secondo datore di lavoro del dipartimento in termini di numero di dipendenti. L'attività è prevalentemente orientata all'industria, all'agricoltura e alla silvicoltura. Il dipartimento ha una lunga storia industriale e mineraria (tessile, cartaria, vetraria, fonderie, fucine, altiforni, miniere di carbone, miniere di sale, miniere di ferro e metalli vari). 
Dall'inizio del XXI secolo, l'Alta Saona è segnata da una desertificazione dei servizi pubblici.

## Etimologia
Il dipartimento prende il nome dall'alto corso del fiume omonimo.

## Geografia
Il territorio confina con i dipartimenti dei Vosgi (Vosges /voʒ/) a nord, del Territorio di Belfort (Territoire de Belfort) a est, del Doubs a sud, del Giura (Jura ʒy'ʀa/) a sud-ovest, della Côte-d'Or a ovest e dell'Alta Marna (Haute-Marne /otˈmaʀn/) a nord-ovest.
Il dipartimento dell'Alta Saona ha una forma allungata con orientamento sud-ovest nord-est. È un territorio di transizione, compreso tra le regioni depressionarie nell'est della Francia, la spina dorsale europea (Banana blu) che da Londra a Genova attraverso la valle del Reno ospita la maggiore concentrazione di ricchezze e flussi commerciali d'Europa, e l'asse di sviluppo della valle del Rodano.
Attraversando il dipartimento da ovest a est, si possono distinguere cinque grandi unità geografiche:
- una zona di pianura attraversata dalla Saona proveniente dai Vosgi;
- un'area di altipiani calcarei a forma di ferro di cavallo che tocca a nord l'altopiano di Langres ed è separata a sud-est dall'inizio del massiccio del Giura dalla valle dell'Ognon;
- un'area di colline di arenaria che si sviluppa verso nord;
- la depressione sottovosgiana;
- i rigonfiamenti cristallini dei Vosgi inferiori, che segnano il limite nordorientale del dipartimento.

Al limite meridionale dei Vosgi, il passo del Belfort è la via tradizionale verso l'Alsazia, tra questo massiccio e quello del Giura.
Le foreste occupano 2.250 km2, di cui 1.220 km2 di foreste comunali. Il dipartimento è talvolta soprannominato "Isola Verde".

## Idrografia
Il dipartimento è attraversato in particolare dalla Saona, il quarto fiume più grande della Francia, lungo 473 chilometri.

## Storia
Il dipartimento fu creato durante la Rivoluzione francese con la legge del 22 dicembre 1789, a partire da una parte della provincia della Franca Contea, l'ex baliato di Amont.
Dopo la vittoria degli alleati nella battaglia di Waterloo (18 giugno 1815), il dipartimento fu occupato dalle truppe austriache dal giugno 1815 al novembre 1818 (vedi Occupazione della Francia alla fine del Primo Impero).
Il dipartimento fu segnato anche dalla guerra franco-prussiana del 1870-1871 con le battaglie di Héricourt e di Villersexel ma anche dall'assedio di Belfort. Il dipartimento accolse gli alsaziani in fuga dell'Alsazia-Lorena dopo l'annessione all'impero tedesco in seguito al trattato di Francoforte.
Il 1º gennaio 2016 la regione Franca Contea, a cui apparteneva il dipartimento, si è fusa con la regione Borgogna per diventare la nuova regione amministrativa Borgogna-Franca Contea.

## Amministrazione e politica

### Divisione territoriale
Il dipartimento dell'Alta Saona è composto da 539 comuni, 17 cantoni e 2 arrondissement. Inoltre è formato da 31 comunità intercomunali, tra cui una comunità di agglomerazione (Comunità di conurbazione di Vesoul).
Il dipartimento è diviso in due arrondissement: Lure e Vesoul. Quest'ultimo ospita gli archivi dipartimentali dell'Alta Saona. 

### Organi giudiziari e amministrativi
Il dipartimento dispone di un solo tribunale giudiziario, con sede presso il tribunale di Vesoul, che fa capo alla corte d'appello di Besançon. 
Nella regione esiste un solo centro di custodia cautelare, il centro di detenzione di Vesoul.

### Politica
Il consiglio dipartimentale dell'Alta Saona è presieduto da Yves Krattinger dal 2001. 
Il dipartimento dell'Alta Saona è amministrato dai 34 consiglieri dipartimentali che rappresentano i 17 cantoni del dipartimento. 
Gli eletti raggruppati nel Gruppo Sinistra e Affini, che conta 25 membri, costituiscono la maggioranza all'interno dell'Assemblea dipartimentale. Il Gruppo è presieduto da Michel Weyermann, che è anche primo vicepresidente del consiglio dipartimentale.

## Popolazione e società

### Demografia
Al censimento del 2021, il dipartimento contava 234.296 abitanti, in calo dell'1,43% rispetto al censimento del 2015. 
L'Alta Saona è un dipartimento rurale la cui popolazione urbana rappresenta solo il 44% del totale (101.078 abitanti). La densità di 43,7 abitanti per km2 nel 2021 non raggiunge la metà della media nazionale (106,5 abitanti per km2).
Come la maggior parte dei dipartimenti rurali, il dipartimento ha registrato un forte calo della popolazione. Dai quasi 350.000 abitanti della metà del XIX secolo, ai 272.891 del 1896, la popolazione è scesa a 250.000 alla vigilia della prima guerra mondiale e a poco più di 200.000 all'indomani della seconda guerra mondiale. La popolazione è poi leggermente aumentata fino alla fine degli anni '70, raggiungendo i 229.891 nel 1999 (-1,04% tra il 1982 e il 1990, 0% tra il 1990 e il 1999).
Oggi, la maggior parte delle città, già scarsamente popolate, vedono diminuire la propria popolazione. Soltanto il nord-est del dipartimento, vicino a Belfort, e i cantoni confinanti con l'agglomerato di Besançon, registrano ancora un certo dinamismo demografico.

### Eventi culturali
Nei comuni del dipartimento sono regolarmente programmati molti eventi e festival culturali.
A Vesoul, l'evento più importante è il Festival internazionale del cinema asiatico, un festival cinematografico creato nel 1995, che ogni anno a febbraio presenta molti film provenienti da diversi paesi asiatici e accoglie più di 30.000 visitatori. Il Festival Jacques Brel è un concorso musicale fondato nel 2000. La creazione della fiera di Santa Caterina risale al 1295 e si svolge il 25 novembre di ogni anno. 
Altri eventi culturali vengono organizzati nelle cittadine dell'Alta Saona, come le Giornate artigianali e artistiche di Fondremand, Les Pluralies a Luxeuil-les-Bains, il festival Rolling Saône a Gray e il Festival en Arc d'Arc-lès-Gray.

### Sport
L'Alta Saona ha una serie di club sportivi e impianti sportivi, la maggior parte dei quali si trovano a Vesoul che, nel 2001, ha ottenuto il titolo di città più sportiva di Francia. 
I principali impianti sportivi sono lo stadio René-Hologne e la Maison des associazioni a Vesoul e il complesso sportivo Merises a Luxeuil-les-Bains.
Il ciclismo sulla Planche des Belles Filles è particolarmente popolare dall'inizio degli anni 2010, in particolare nell'ambito del Tour de France.

## Economia

### Aziende e settori di attività
L'Alta Saona è un dipartimento rurale, tuttavia non è esclusivamente agricolo, poiché è presente una tradizione industriale, in particolare metallurgica. Inoltre, il suo passato economico è stato molto segnato dalla presenza delle miniere di carbone di Ronchamp. 
Le principali aziende del dipartimento sono lo stabilimento Stellantis di Vesoul (ex PSA), che occupa oltre 3.000 dipendenti, l'industria mobiliera Parisot, a Saint-Loup-sur-Semouse, con circa 350 dipendenti.

### Turismo
L'Alta Saona è conosciuta in tutto il mondo grazie alla cappella di Notre-Dame-du-Haut eretta nel 1955 da Le Corbusier in cima alla collina di Bourlémont a Ronchamp e inserita nel 2016 nel patrimonio mondiale dell'UNESCO. 
Il dipartimento possiede un ricco patrimonio architettonico, costruito in particolare nei secoli XVIII e XIX, periodo che fu molto florido per questo territorio e vide la costruzione di chiese classiche e barocche, edifici e opere pubbliche, castelli e residenze. 
Sedici città e villaggi fanno parte della rete delle Città caratteristiche della Borgogna-Franca Contea: Bucey-lès-Gy, Champlitte, Chariez, Gy, Gray, Faverney, Fondremand, Jussey, Marnay, Montbozon, Pesmes, Ray-sur-Saône, Scey-sur-Saône, Vauvillers e Villersexel.
La regione dei Mille stagni è spesso sorvolata per i suoi paesaggi naturali.

## Cultura e patrimonio

### Lingua
Secondo Abel Hugo, nel 1835 la lingua parlata nelle città del dipartimento era un dialetto della Franca Contea che presentava numerose varietà e notevoli differenze da comune a comune.

### Patrimonio architettonico
Al 12 febbraio 2023, l'Alta Saona contava un totale di 374 edifici protetti come monumenti storici, di cui 97 classificati e 297 registrati.
L'Alta Saona conta diverse decine di castelli, residenze private, fattorie, fontane, cimiteri ed edifici industriali. Tra i numerosi edifici religiosi, sono notevoli la chiesa tardogotica di Notre-Dame a Gray, l'abbazia di Saint-Pierre a Luxeuil-les-Bains e la cappella di Notre-Dame-du-Haut a Ronchamp.

### Patrimonio ambientale
Secondo i dati della rete Natura 2000, l'Alta Saona conta 16 siti classificati, di cui 9 siti di interesse comunitario e 7 zone di protezione speciale.